# Airbus A400M
Airbus A400M Atlas je štirimotorno vojaško taktično transportno letalo. 
Projekt se je začel kot Future International Military Airlifter (FIMA) leta 1982, v sodelovanju z Aerospatiale, British Aerospace, Lockheed in MBB. Povod za sodelovanje je da bi razvili letalo ki bi zamenjalo letali C-130 Hercules in C-160 Transall. Zahteve in komplikacije svetovnih politikov so povzročile počasen napredek. V letu 1989 je Lockheed zapustil skupino in začel razvijati nadgradnjo Herculesa v model C-130J. S pridružitvijo tovarn Alenia in CASA je FIMA postala Euroflag.
Konec leta 2007 so pričeli z izdelavo prvega prototipa. Po težavah in zamudah je bila prva predstavitev letala junija 2008 v Sevilli.
Prvi testi na zemlji so se pričeli leta 2009, prvič pa je letalo poletelo 11. decembra 2009.
Sprva je bilo naročeno 180 letal, s krstnim letom leta 2008 in vstopom v uporabo 2009, vendar je letalo do leta 2013 še vedno v fazi testiranja s prvim letalom dobavljenim francoskim letalskim silam 1. avgusta 2013.

## Naročila
| Datum naročila    | Država              | Dobavni rok | Pričakovana dobava | Število letal     |
| ----------------- | ------------------- | ----------- | ------------------ | ----------------- |
| 27. maj 2003      | Nemčija             | 2011-2017   | 2014-2020          | 53 (predhodno 72) |
| 27. maj 2003      | Francija            | 2010-2019   | 2012-2021          | 50                |
| 27. maj 2003      | Španija             | 2012-2021   | ?                  | 27                |
| 27. maj 2003      | Združeno kraljestvo | 2010-2015   | od 2015            | 22 (predhodno 25) |
| 27. maj 2003      | Turčija             | 2010-2014   | ?                  | 10                |
| 27. maj 2003      | Belgija             | 2019-2021   | ?                  | 7                 |
| 27. maj 2003      | Luksemburg          | 2018        | ?                  | 1                 |
| 15. december 2004 | Južna Afrika        | 2011-2013   | odpovedano         | 0 (predhodno 8)   |
| 8. december 2005  | Malezija            | 2013        | ?                  | 4                 |
| Skupaj            |                     |             |                    | 174               |

## Tehnične specifikacije
- Posadka: 3 ali 4 (2 pilota, 1 tovornik)
- Tovor: 37.000 kg (81.600 lb) 
  - 116 padalcev v polni opremi
  - 66 medicinskih nosil s 25 člani zdravstvenega osebja
- Dolžina: 45,1 m (148 ft 0 in)
- Razpon krila: 42,4 m (139 ft 1 in)
- Višina: 14,7 m (48 ft 3 in)
- Masa praznega letala: 76.500 kg (168.654 lb)
- Maks. vzletna teža: 141.000 kg (310.852 lb)
- Kapaciteta goriva: 50.500 kg (111.330 lb)
- Maks. pristajalne teža: 122.000 kg (268.963 lb)
- Motorji: 4 × Europrop TP400-D6 turbopropi, 8.250 kW (11.060 KM) vsak
- Propelerji: 8-kraki, 5,3 m (17 ft 5 in) premer

- Potovalna hitrost: 780 km/h (485 mph; 421 kn) (Mach 0,68–0,72)
- Dolet: 3.298 km (2.049 mi; 1.781 nmi) z maks. tovorom
- Dolet z 30t tovorom: 4.540 km (2.450 nmi)
- Dolet z 20t tovorom: 6.390 km (3.450 nmi)
- Dolet (prazen): 8.710 km (5.412 mi; 4.703 nmi)
- Višina leta: 11.300 m (37.073 ft)
- Taktična vzletna razdalja: 980 m (3.215 ft)
- Taktična pristajalna razdalja: 770 m (2.526 ft)
- Radij obračanja (na tleh): 28,6 m